# 1357 en santé et médecine
| Années de la santé et de la médecine : 1354 - 1355 - 1356 - 1357 - 1358 - 1359 - 1360    |
| Décennies de la santé et de la médecine : 1320 - 1330 - 1340 - 1350 - 1360 - 1370 - 1380 |

Cet article présente les faits marquants de l'année 1357 en santé et médecine.

## Événements
- L'empereur Charles IV accorde le statut de studium generale aux écoles de Sienne, en Toscane, où la médecine est enseignée depuis le milieu du XIIIe siècle[1].

- Fondation de l'hôpital du Saint-Esprit à Trogir en Dalmatie[2].
- Le Bethlem Royal Hospital de Londres, fondé en 1337 et connu sous le nom de « Bedlam » Hospital, reçoit ses premiers malades mentaux[3].
- Fondation par Pierre Ier le Cruel, roi de Castille, du Real hospital de Santiago de Montouto (es) (« hôpital royal de Saint-Jacques de Montouto ») à Fonsagrada en Galice, pour recevoir les pèlerins en route vers Compostelle par le chemin du Nord[4].
- « Freind, d'après Reyner (en), rapporte qu'en 1357 le nommé J. Falcand de Luca fut le premier apothicaire qui ait vendu des remèdes en Angleterre[5]. »
- On donne, à une maladie qui frappe l'Italie, le nom d'« Influenza di Stelle » (« sous l'influence des étoiles »), qui deviendra « Influenza di Freddo » (« sous l'influence du froid »), mais la première épidémie « dont l'origine grippale rallie la majorité des spécialistes » ne surviendra qu'en 1580[6],

## Naissances
- Fatḥ Allah (mort en 1413), médecin juif originaire de Tabriz en Iran, secrétaire particulier du sultan mamelouk Barquq[7],[8].
- Muḥammad ibn Abī Bakr Ibn Ǧamāʿa (mort en 1413), médecin actif au Caire, auteur d'ouvrages de médecine et de commentaires des hadiths[9].

## Décès
- Sadid al-Din al-Kazaruni (en) (né à une date inconnue), médecin persan, auteur d'un commentaire très diffusé sur l'épitomé par Ibn Nafis du Canon d'Avicenne[10].
- Entre 1357 et 1362 : Dominique de Clavasio (né à une date inconnue), probablement astologue du roi de France Jean II le Bon, auteur de Questiones supra perspectivam (« Remarques sur la perspective ») où « il fait une description anatomique de l’œil en se servant des textes médicaux arabes[11] ».